# Cryptodira
Cryptodira é uma subordem de testudinata (tartaruga) que inclui a maior parte das tartarugas de água doce e salgada e jabotis. Os cryptodira diferem de outra subordem de tartarugas, pleurodira, pelo facto de que recolhem o pescoço de forma reta para dentro da sua concha, enquanto que os pleurodira precisam dobrar o pescoço para o lado para recolher a cabeça.

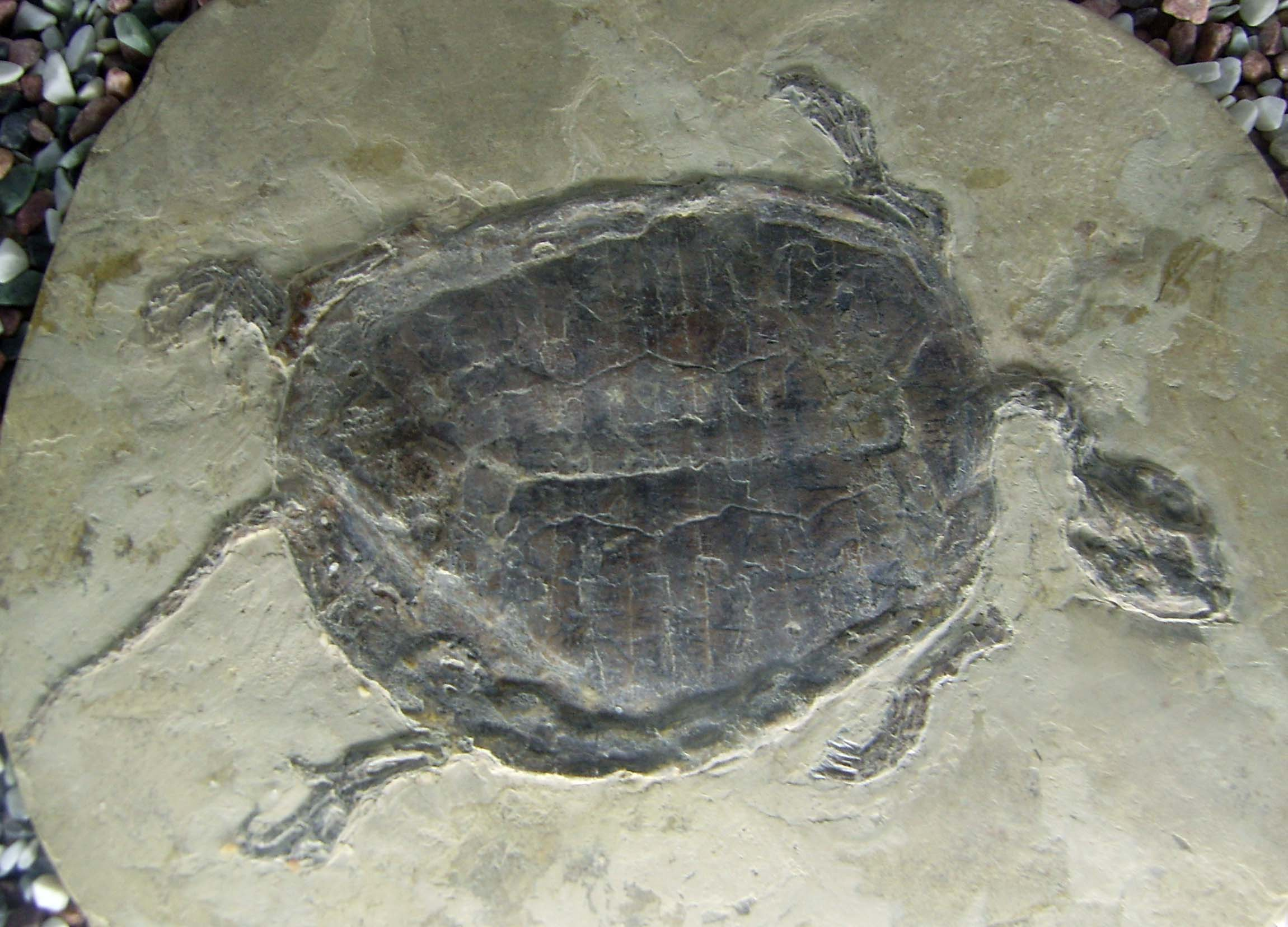
Manchurochelys liaoxiensis (paracriptodiro).

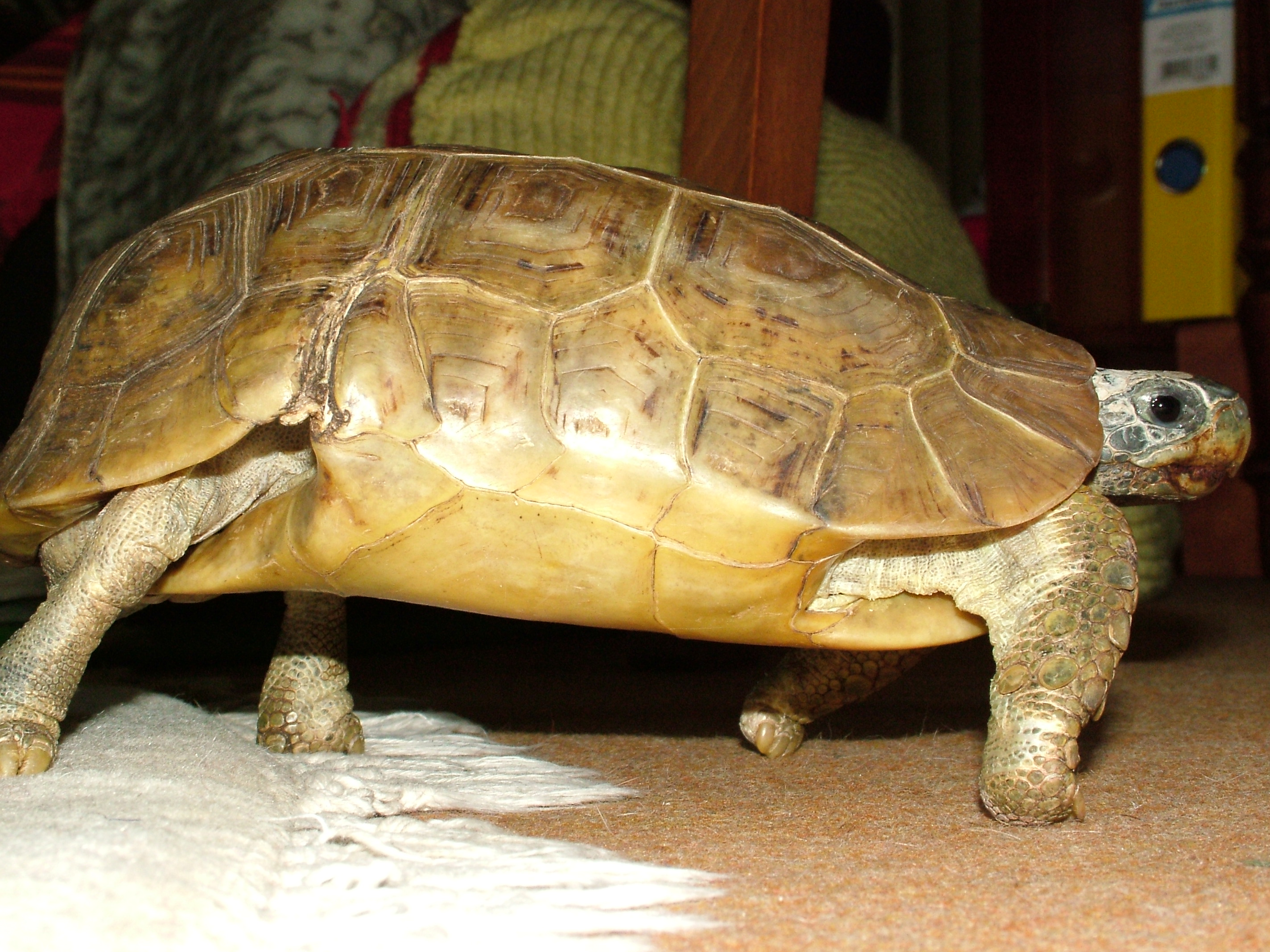
Kinixys belliana (Testudinidae)...

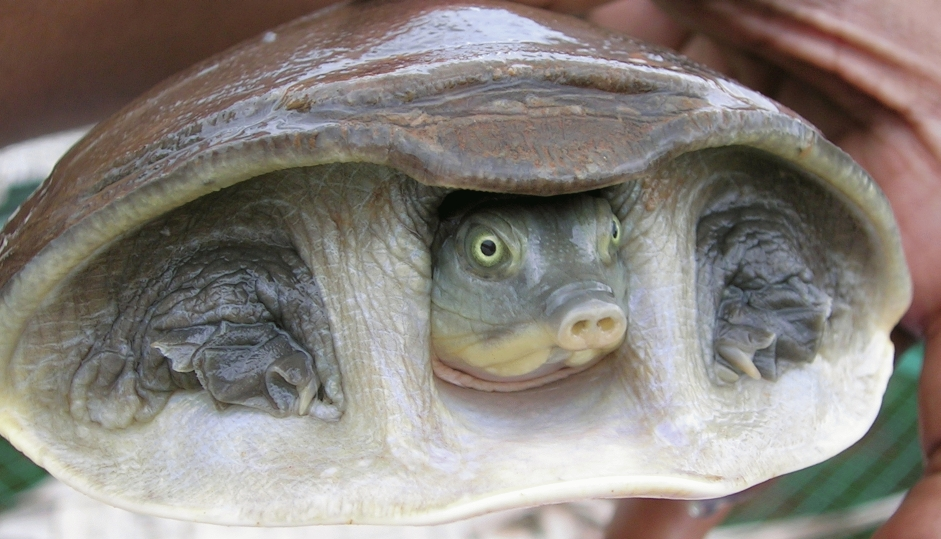
... e Lissemys punctata (Trionychidae) são descendentes de Eucryptodira.

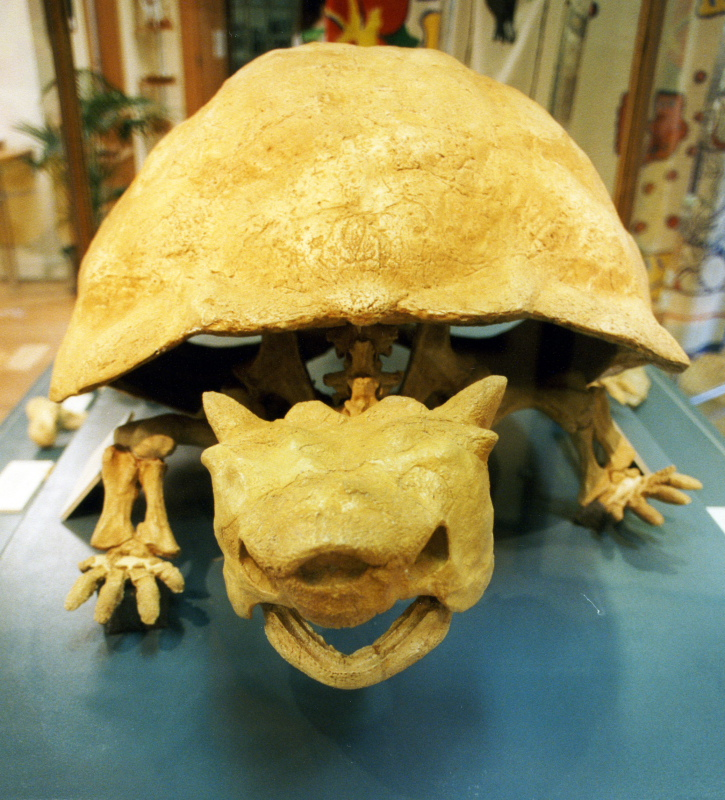
Meiolania platyceps, um género primitivo eucriptodiro.

## Evolução
Os primeiros fósseis conhecidos de Cryptodira pertencem à espécie Kayentachelys (Kayentakelys aprix) que remontam dos princípios do período Jurássico no Arizona (há cerca de 190 milhões de anos). Esta subordem de Testudinatas evoluíram principalmente durante o Jurássico, o qual teria sido quase por completo substituída pela subordem Pleurodira, em locais como rios e lagos que posteriormente deu origem à evolução de espécies terrestres.
Existe três superfamílias de Cryptodira atualmente, nomeadamente o Chelonioidea (tartarugas marinhas), Trionychoidea (tartarugas softshell e semelhantes) e a Testudinoidea (tartarugas de água doce, em Portugal vulgarmente conhecidos como Cágados, entre outros). Os Kinosternoidea são agora reconhecidos como um conjunto parafilénico de  Tryonychoidea mais primitivo. Entretanto ele não formam um grupo natural.
Ainda no Cretáceo, quatro famílias de tartarugas marinhas (Toxochelyidae, Protostegidae, Cheloniidae e Dermochelyidae) foram estabelecidas, sendo que apenas as duas últimas permaneceram até aos dias de hoje. Todos os géneros e espécies existentes atualmente, surgiram no período Eocénico e Pleistocénico, entre 60 e 10 milhões de anos passados. Adaptaram-se aos oceanos, às florestas, aos pântanos e até desertos, um grande sucesso no mundo dos répteis.
Somente sete espécies, representando duas famílias, sobreviveram. São os únicos membros vivos, do que foi em tempos uma grande e diversificada radiação evolutiva das tartarugas Cryptodira marinhas, um rápido e dramático aumento da diversidade taxonómica deste grupo de tartarugas.
Existe duas circunscrições comumente encontradas do Cryptodira. Uma inclui um número de linhagens primitivas já extintas que são conhecidas somente a partir de fósseis, tal como a Eucryptodira e a Paracryptodira. Estas infraordens, por sua vez, são constituídas por famílias basais e incertae sedis. Na Eucryptodira, existe um outro clado Centrocryptodira que inclui os parentes pré-históricos relativos do Cryptodira atualmente existentes, assim como este último clado, que são colectivamente denominados de Polycryptodira (que se refere à família Chelydridae, à superfamília Chelonioidea, entre outras).

## Classificação
A classificação desta subordem pode consistir na ordenação dos organismos vivos num sistema de classificação composto por conjuntos de táxons em categorias taxonómicas. Assim podemos obter um explicitação sistematizada de todos os descendentes e ascendentes desta subordem de Testudinata.

## Taxonomia
- Subordem 'Cryptodira' Dumeril & Bibron, 1835
  -     - Família Chelydridae Gray, 1831
    - Família † Meiolaniidae Lydekker, 1887

  - Superfamília Chelonioidea Bauer, 1893
    - Família † Protostegidae Cope, 1872
    - Família † Thalassemyidae Rütimeyer, 1878
    - Família † Toxochelyidae Baur, 1895
    - Família Cheloniidae Oppel, 1811
    - Família Dermochelyidae Fitzinger, 1843

  - Superfamília Kinosternoidea Joyce, Parham & Gauthier, 2004
    - Família Dermatemydidae Gray, 1870
    - Família Kinosternidae Agassiz, 1857
    - Família Platysternidae Gray, 1869

  - Superfamília Testudinoidea Batsch, 1788
    - Família † Haichemydidae Sukhanov & Narmandakh, 2006
    - Família † Lindholmemydidae Chkhikvadze, 1970
    - Família † Sinochelyidae Chkhikvadze, 1970
    - Família Emydidae Rafinesque, 1815
    - Família Testudinidae Batsch, 1788
    - Família Geoemydidae Theobald, 1868

  - Superfamília Trionychoidea
    - Família † Adocidae Cope, 1870
    - Família Carettochelyidae Boulenger, 1887
    - Família Trionychidae Fitzinger, 1826